# Tratado Esguerra-Bárcenas

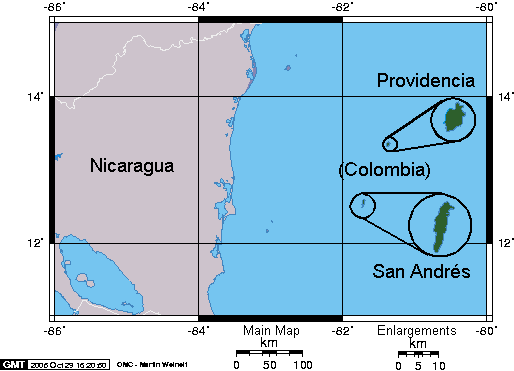
San Andreas e Providencia.

O Tratado de Esguerra-Bárcenas, também conhecido como Tratado Bárcenas Meneses-Esguerra ou Tratado de 1928, é um ato oficial e público bilateral  realizado entre a República da Colômbia e a República da Nicarágua sobre questões territoriais entre os dois países, especificamente sobre a soberania da Costa dos Mosquitos e das ilhas do arquipélago de Santo André, Providência e Santa Catarina.[carece de fontes?]
O tratado delimitou a fronteira entre os dois países do Mar do Caribe. Através deste tratado, a Colômbia reconheceu a soberania da Nicarágua na Costa do Mosquito, enquanto a Nicarágua reconheceu a soberania da Colômbia sobre o arquipélago de Santo André, Providência e Santa Catarina. No tratado, os cayos Quitasueño, Roncador e Serrana foram excluídos por estarem naquele momento em litígio entre a Colômbia e os Estados Unidos.
A assinatura do tratado foi feita em 24 de março de 1928 na cidade de Manágua, assinando como representante da Nicarágua José Bárcenas Meneses, subsecretário de relações externas, e como representante da Colômbia Manuel Esguerra, enviado extraordinário e ministro plenipotenciário para o caso.
O tratado foi ratificado por ambas as repúblicas, na mesma cidade, através do "Protocolo de 1930".[carece de fontes?]